# 19. Oscar-gála
Az 19. Oscar-gálát, az Amerikai Filmakadémia díjátadóját 1947. március 13-án tartották meg. A Grauman mozit is kinőtte a gálaest, kevés volt a 2200 férőhely, az új helyszín a Shrine Auditorium 6300 személyes volt. Új szabályokat vezetett be az akadémia, eddig a filmes szakmai szakszervezetek is szavazhattak, több mint tízezer szavazatot kellett átszámolni. Az új rend szerint jelölni továbbra is lehetett, de a díjakra csak az 1600 akadémiai tag szavazhatott. Laurence Olivier Nagy-Britanniában forgatta le filmjét az V. Henriket, a háború miatt viszonylag kevés pénzből, mégis négy jelölést kapott.
Laurence Olivier különdíjat kapott „színészként, producerként és rendezőként nyújtott kiemelkedő teljesítményéért, amivel V. Henriket megelevenítette a vásznon.”

## Kategóriák és jelöltek
Nyertesek félkövérrel jelölve.

### Legjobb film
- Életünk legszebb évei (The Best Years of Our Lives) – Goldwyn, RKO Pictures Radio – Samuel Goldwyn
  - Az élet csodaszép (It’s a Wonderful Life) – Liberty, RKO Pictures Radio – Frank Capra
  - V. Henrik (Henry V) – Rank-Two Cities, United Artists (British) – Laurence Olivier
  - Az őzgida (The Yearling) – Metro-Goldwyn-Mayer – Sidney Franklin
  - The Razor’s Edge[* 1] – 20th Century-Fox – Darryl F. Zanuck

### Legjobb színész
- Fredric March – Életünk legszebb évei (The Best Years of Our Lives)
  - Laurence Olivier            – V. Henrik (Henry V)
  - Larry Parks                 – The Jolson Story
  - Gregory Peck                – Az őzgida (The Yearling)
  - James Stewart – Az élet csodaszép (It’s a Wonderful Life)

### Legjobb színésznő
- Olivia de Havilland – Kisiklott élet (To Each His Own)
  - Celia Johnson    – Késői találkozás (Brief Encounter)
  - Jennifer Jones        – Párbaj a napon (Duel in the Sun)
  - Rosalind Russell     – Sister Kenny
  - Jane Wyman      – Az őzgida (The Yearling)

### Legjobb férfi mellékszereplő
- Harold Russell – Életünk legszebb évei (The Best Years of Our Lives)
  - Charles Coburn – The Green Years[* 2]
  - William Demarest – The Jolson Story
  - Claude Rains – Forgószél (Notorious)
  - Clifton Webb – The Razor’s Edge

### Legjobb női mellékszereplő
- Anne Baxter – The Razor’s Edge
  - Ethel Barrymore – Csigalépcső (The Spiral Staircase)
  - Lillian Gish – Párbaj a napon (Duel in the Sun)
  - Flora Robson – Saratoga Trunk
  - Gale Sondergaard – Anna és a sziámi király (Anna and the King of Siam)

### Legjobb rendező
- William Wyler – Életünk legszebb évei (The Best Years of Our Lives)
  - Clarence Brown – Az őzgida (The Yearling)
  - Frank Capra – Az élet csodaszép (It’s a Wonderful Life)
  - David Lean – Késői találkozás (Brief Encounter)
  - Robert Siodmak – A gyilkosok (The Killers)

### Legjobb eredeti történet
- Tökéletes idegenek (Perfect Strangers) – Clemence Dane
  - The Dark Mirror – Vladimir Solomonovich Pozner
  - Martha Ivers furcsa szerelme (The Strange Love of Martha Ivers) – Jack Patrick
  - Az óra körbejár/Az idegen[3] (The Stranger) – Victor Trivas
  - Kisiklott élet (To Each His Own) – Charles Brackett

### Legjobb eredeti forgatókönyv
- The Seventh Veil – Muriel Box, Sydney Box
  - The Blue Dahlia[* 3] – Raymond Chandler
  - Szerelmek városa (Les enfants du paradis/Children of Paradise); francia – Jacques Prévert
  - Forgószél (Notorious) – Ben Hecht
  - Road to Utopia – Norman Panama, Melvin Frank

### Legjobb adaptált forgatókönyv
- Életünk legszebb évei (The Best Years of Our Lives) – Robert Sherwood forgatókönyve MacKinlay Kantor Glory for Me című regénye alapján
  - Anna és a sziámi király (Anna and the King of Siam) – Sally Benson, Talbot Jennings forgatókönyve Margaret Landon azonos című könyve alapján
  - Késői találkozás (Brief Encounter) – Anthony Havelock-Allan, David Lean, Ronald Neame forgatókönyve Noël Coward Still Life című színműve alapján
  - A gyilkosok (The Killers) – Anthony Veiller forgatókönyve Ernest Hemingway elbeszélése alapján
  - Róma, nyílt város (Roma città aperta; olasz) – Sergio Amidei, Federico Fellini forgatókönyve Sergio Amidei, Alberto Consiglio elbeszélése alapján

### Legjobb operatőr
- Arthur C. Miller- Anna és a sziámi király (Anna and the King of Siam) (ff)
  - The Green Years – George J. Folsey
- Charles Rosher, Leonard Smith és Arthur Arling - Az őzgida (The Yearling) (színes)
  - The Jolson Story – Joseph Walker

### Látványtervezés
Fekete-fehér filmek
- William S. Darling, Lyle Wheeler, Thomas Little, Frank E. Hughes – Anna és a sziámi király (Anna and the King of Siam)
  - Hans Dreier, Walter H. Tyler, Samuel M. Comer, Ray Moyer – Kitty
  - Richard Day, Nathan H. Juran, Thomas Little, Paul S. Fox – The Razor’s Edge

Színes filmek
- Cedric Gibbons, Paul Groesse, Edwin B. Willis – Az őzgida (The Yearling)
  - John Bryan – Cézár és Kleopátra (Caesar and Cleopatra)[* 4]
  - Paul Sheriff, Carmen Dillon – V. Henrik (Henry V)

### Legjobb vágás
- Életünk legszebb évei (The Best Years of Our Lives) – Daniel Mandell
  - Az élet csodaszép (It’s a Wonderful Life) – William Hornbeck
  - The Jolson Story – William A. Lyon
  - A gyilkosok (The Killers) – Arthur Hilton
  - Az őzgida (The Yearling) – Harold Kress

### Legjobb vizuális effektus
- Vidám kísértet (Blithe Spirit) – Thomas Howard
  - A Stolen Life – William C. McGann

### Legjobb animációs rövidfilm
- Zongorakoncert (The Cat Concerto) – Fred Quimby
  - John Henry and the Inky Poo – George Pal
  - Musical Moments from Chopin – Walter Lantz
  - Squatter’s Rights – Walt Disney
  - Walky Talky Hawky – Edward Selzer

### Legjobb eredeti filmzene

#### Filmzene drámai filmben vagy vígjátékban
- Életünk legszebb évei (The Best Years of Our Lives) – Hugo Friedhofer
  - Anna és a sziámi király (Anna and the King of Siam) – Bernard Herrmann
  - V. Henrik (Henry V) – William Walton
  - Humoreszk (Humoresque) – Franz Waxman
  - A gyilkosok (The Killers) – Rózsa Miklós

#### Filmzene musicalfilmben
- The Jolson Story – Morris Stoloff
  - Blue Skies – Robert Emmett Dolan
  - Centennial Summer – Alfred Newman
  - A Harvey lányok (The Harvey Girls) – Lennie Hayton
  - Éjjel-nappal (Night and Day) – Ray Heindorf és Max Steiner

## Statisztika

### Egynél több jelöléssel bíró filmek
- 8 : Életünk legszebb évei (The Best Years of Our Lives)
- 7 : Az őzgida (The Yearling)
- 6 : The Jolson Story
- 5 : Anna és a sziámi király (Anna and the King of Siam), Az élet csodaszép (It's a Wonderful Life)
- 4 : V. Henrik (Henry V), A gyilkosok (The Killers), The Razor’s Edge
- 3 : Késői találkozás (Brief Encounter)
- 2 : Blue Skies, Centennial Summer, Párbaj a napon (Duel in the Sun), The Green Years, A Harvey lányok (The Harvey Girls), Forgószél (Notorious), Kisiklott élet (To Each his Own)

### Egynél több díjjal bíró filmek
- 7 : Életünk legszebb évei (The Best Years of Our Lives)
- 2 : Anna és a sziámi király (Anna and the King of Siam), The Jolson Story, Az őzgida (The Yearling)